# Edmund Howard
Edmund Howard (n. 1478 - 19 de marzo de 1539) fue el tercer hijo del II duque de Norfolk y de la condesa de Surrey. Su hermana, Isabel Howard, fue la madre de Ana Bolena, segunda esposa de Enrique VIII. Edmund fue padre de Catalina Howard, quinta esposa de Enrique VIII.

## Biografía
Howard nació en torno a 1478. Pasó sus primeros años en la corte. En 1509 su nombre figuraba en la lista de nobles que organizarían las justas para la coronación conjunta de Enrique VIII y su primera esposa, Catalina de Aragón. Aunque su hermano Edward era íntimo del rey y su hermano mayor Thomas acabara siendo una figura dominante en la política de la época, Edmund no parece haber contado con el favor real y era considerado un cortesano irrelevante.
Los biógrafos han descrito a Howard como «un derrochador que pronto disipó las tierras de su primera esposa en Kent y Hampshire y huyó al extranjero para evitar a sus acreedores, dejando que sus numerosos hijos fueran criados por parientes».
Fue Mariscal de los Caballos en la batalla de Flodden Field en 1513 y asistió al rey en el Campo de la Tela de Oro en 1520, donde fue uno de los retadores en los torneos. En 1530 o 1531, con la ayuda de Thomas Cromwell, Edmund fue nombrado controlador de Calais. Fue despedido del cargo en 1539, posiblemente debido a problemas de salud después de muchos años de servicio ineficaz, donde logró muy poco y ganó aún menos.
Howard murió el 19 de marzo de 1539, un año antes de que su hija Catalina se convirtiera en la quinta esposa de Enrique VIII. Su viuda, Margaret Jennings, estaba entre las damas nombradas para servir a su hijastra cuando se formó su séquito en agosto de 1540. Margaret se casaría posteriormente con Henry Mannock. Algunos historiadores han conjeturado que este hombre era el mismo Henry Mannox que había sido su profesor de música en su juventud y que acabaría contribuyendo a su caída. Otros historiadores afirman que no hay motivo para relacionar a los dos hombres. Margaret fue enterrada en Streatham el 22 de enero de 1565.

## Matrimonios y descendencia
Edmund Howard se casó en primer lugar con Jocasta (Joyce) Culpeper, fallecida en 1531, viuda de Ralph Leigh de Stockwell en Lambeth, Surrey (fallecido en 1509), e hija de Richard Culpeper de Oxenhoath, West Peckham (Kent). Tuvieron la siguiente descendencia:
- Margaret Howard (c. 1515 - 10 de octubre de 1572), casada con Sir Thomas Arundell.
- Mary Howard (nacida 1522), casada con Edmund Trafford.[1]
- Henry Howard (nacido 1514)
- Charles Howard (nacido 1515)
- Sir George Howard (c. 1516 - 1580)
- Catalina Howard (c. 1521 - 13 de febrero de 1542), esposa de Enrique VIII.
- Isabel Howard (nacida 1527)
- Joyce Howard (nacida 1524)

Howard se casó en segundas nupcias con Dorothy Troyes, hija de Thomas Troyes de Hampshire, sin descendencia, y en terceras nupcias con Margaret Jenings, viuda de Nicholas Jennings e hija de Sir John Mundy, Alcalde de Londres, sin descendencia.

## Relación con las familias de Juana Seymour y de Ana Bolena
- Elizabet Cheney, abuela de Edmund Howard, era bisabuela de Ana Bolena, Catalina Howard y Juana Seymour.
- Margery Wentworth, madre de Juana Seymour, era prima de Elizabeth Howard, madre de Ana Bolena, y de Edmund Howard, padre de Catalina Howard.
- Margery Wentworth y Edmund Howard, padres respectivamentede Juana Seymour (3ª esposa de Enrique VIII) y Catalina Howard (5ª esposa de Enrique VIII), eran primos, por lo tanto ellas eran primas segundas.
- Catalina Howard, Ana y María Bolena, eran primas hermanas: sus padres eran hermanos; también eran primas segundas de Juana Seymour.

|                 |                 |                 |                 |                  |                  |                  |                  |                  |                  |                  |                  |                  |                  | Elizabeth Cheney |          |              |              |              |              |              |              |            |            |                   |                   |                   |                   |                   |                   |  |  |  |  |  |  |  |  |  |  |  |  |  |  |  |  |
|                 |                 |                 |                 |                  |                  |                  |                  |                  |                  |                  |                  |                  |                  |                  |          |              |              |              |              |              |              |            |            |                   |                   |                   |                   |                   |                   |  |  |  |  |  |  |  |  |  |  |  |  |  |  |  |  |
|                 |                 |                 |                 |                  |                  |                  |                  |                  |                  |                  |                  |                  |                  |                  |          |              |              |              |              |              |              |            |            |                   |                   |                   |                   |                   |                   |  |  |  |  |  |  |  |  |  |  |  |  |  |  |  |  |
|                 |                 |                 |                 | Elizabeth Tilney | Elizabeth Tilney | Elizabeth Tilney | Elizabeth Tilney | Elizabeth Tilney | Elizabeth Tilney |                  |                  |                  |                  |                  |          |              |              |              |              |              |              |            |            | Anne Say          | Anne Say          | Anne Say          | Anne Say          | Anne Say          | Anne Say          |  |  |  |  |  |  |  |  |  |  |  |  |  |  |  |  |
|                 |                 |                 |                 | Elizabeth Tilney | Elizabeth Tilney | Elizabeth Tilney | Elizabeth Tilney | Elizabeth Tilney | Elizabeth Tilney |                  |                  |                  |                  |                  |          |              |              |              |              |              |              |            |            | Anne Say          | Anne Say          | Anne Say          | Anne Say          | Anne Say          | Anne Say          |  |  |  |  |  |  |  |  |  |  |  |  |  |  |  |  |
|                 |                 |                 |                 |                  |                  |                  |                  |                  |                  |                  |                  |                  |                  |                  |          |              |              |              |              |              |              |            |            |                   |                   |                   |                   |                   |                   |  |  |  |  |  |  |  |  |  |  |  |  |  |  |  |  |
| Edmund Howard   | Edmund Howard   | Edmund Howard   | Edmund Howard   | Edmund Howard    | Edmund Howard    |                  |                  | Elizabeth Howard | Elizabeth Howard | Elizabeth Howard | Elizabeth Howard | Elizabeth Howard | Elizabeth Howard |                  |          |              |              |              |              |              |              |            |            | Margery Wentworth | Margery Wentworth | Margery Wentworth | Margery Wentworth | Margery Wentworth | Margery Wentworth |  |  |  |  |  |  |  |  |  |  |  |  |  |  |  |  |
| Edmund Howard   | Edmund Howard   | Edmund Howard   | Edmund Howard   | Edmund Howard    | Edmund Howard    |                  |                  | Elizabeth Howard | Elizabeth Howard | Elizabeth Howard | Elizabeth Howard | Elizabeth Howard | Elizabeth Howard |                  |          |              |              |              |              |              |              |            |            | Margery Wentworth | Margery Wentworth | Margery Wentworth | Margery Wentworth | Margery Wentworth | Margery Wentworth |  |  |  |  |  |  |  |  |  |  |  |  |  |  |  |  |
| Catalina Howard | Catalina Howard | Catalina Howard | Catalina Howard | Catalina Howard  | Catalina Howard  |                  |                  | Ana Bolena       | Ana Bolena       | Ana Bolena       | Ana Bolena       | Ana Bolena       | Ana Bolena       |                  |          | Enrique VIII | Enrique VIII | Enrique VIII | Enrique VIII | Enrique VIII | Enrique VIII |            |            | Juana Seymour     | Juana Seymour     | Juana Seymour     | Juana Seymour     | Juana Seymour     | Juana Seymour     |  |  |  |  |  |  |  |  |  |  |  |  |  |  |  |  |
| Catalina Howard | Catalina Howard | Catalina Howard | Catalina Howard | Catalina Howard  | Catalina Howard  |                  |                  | Ana Bolena       | Ana Bolena       | Ana Bolena       | Ana Bolena       | Ana Bolena       | Ana Bolena       |                  |          | Enrique VIII | Enrique VIII | Enrique VIII | Enrique VIII | Enrique VIII | Enrique VIII |            |            | Juana Seymour     | Juana Seymour     | Juana Seymour     | Juana Seymour     | Juana Seymour     | Juana Seymour     |  |  |  |  |  |  |  |  |  |  |  |  |  |  |  |  |
|                 |                 |                 |                 |                  |                  |                  |                  |                  |                  |                  |                  |                  |                  |                  |          |              |              |              |              |              |              |            |            |                   |                   |                   |                   |                   |                   |  |  |  |  |  |  |  |  |  |  |  |  |  |  |  |  |
|                 |                 |                 |                 |                  |                  |                  |                  |                  |                  |                  |                  | Isabel I         | Isabel I         | Isabel I         | Isabel I | Isabel I     | Isabel I     |              |              | Eduardo VI   | Eduardo VI   | Eduardo VI | Eduardo VI | Eduardo VI        | Eduardo VI        |                   |                   |                   |                   |  |  |  |  |  |  |  |  |  |  |  |  |  |  |  |  |